# Магомедов, Рамазан Омарович
Рамазан Омарович Магомедов (8 июня 1986, с. Аверьяновка, Кизлярский район, Дагестанская АССР, РСФСР, СССР) — российский борец вольного стиля, призёр чемпионата России.

## Карьера
Родом из села Аверьяновка. Рамазана Магомедова привела в борьбу давняя дружба с олимпийским чемпионом Шарипом Шариповым, когда они оба жили в Кизляре. Шарифов занимался борьбой, и как-то посмотреть, как он тренируется, пришёл Рамазан, ему понравилось, и он тоже записался в секцию. Вскоре оба борца перебрались в Махачкалу и стали тренироваться под руководством заслуженного тренера России Анвара Магомедгаджиева. Магомедгаджиев увидел Рамазана на молодёжном первенстве Дагестана, где он занял 5-е место, и согласился  взять к себе в спортшколу имени Гамида Гамидова. Так как Рамазан поздно пришел в борьбу, в возрасте 17 лет, поэтому и не было у него результатов по юношам и юниорам. В октябре 2009 года стал победителем республиканского турнира на призы Сагида Муртузалиева . В сезоне 2011 года он стал победителем первенства ЮФО, а затем завоевал бронзовую медаль на чемпионате России в Якутске  . В ноябре 2012 года стал победителем абсолютного чемпионата страны . В январе 2013 года неудачно выступил на Гран-При памяти Ивана Ярыгина.

## Спортивные результаты
- Чемпионат России по вольной борьбе 2011 — ;
- Абсолютный чемпионат России по борьбе 2012 — ;